# Congreso del Estado de Baja California
El Congreso del Estado Libre y Soberano de Baja California es el órgano depositario del poder legislativo del estado mexicano de Baja California. Es una asamblea unicameral compuesta por veinticinco diputados, de los cuales diecisiete son elegidos por mayoría relativa y ocho por representación proporcional.
La Constitución Política del Estado Libre y Soberano de Baja California establece el Congreso en su Título Tercero, Capítulo I, artículo 13. 
El Congreso del Estado estará integrado por Diputados que se elegirán cada tres años; electos mediante sufragio universal, libre, secreto, directo, personal e intransferible; diecisiete serán electos en forma directa mediante el principio de mayoría relativa, uno por cada Distrito Electoral en que se divida el territorio del Estado, y en su caso, hasta ocho Diputados electos por el principio de representación proporcional en una circunscripción estatal. Por cada Diputado Propietario se elegirá un Suplente.
El Poder Legislativo es el órgano de gobierno del Estado de Baja California, al que le corresponde el ejercicio de las funciones legislativas, de fiscalización, así como el ámbito de la gestoría comunitaria, que la Constitución Política de los Estados Unidos Mexicanos y la Constitución Local le confieren, así como las demás que le otorgan la presente Ley, y otras disposiciones legales.

## El Congreso
El Congreso del Estado tiene su residencia oficial, en el edificio del Poder Legislativo con sede en la ciudad capital del Estado; podrá habilitar otro lugar como residencia oficial, mediante acuerdo aprobado por mayoría calificada.
Para el cumplimiento de sus facultades y ejercicio de sus funciones, el Congreso del Estado integra su estructura con órganos de Dirección, de Trabajo, Técnicos y Administrativos.
El Congreso del Estado se organiza y funciona con los siguientes:
Órganos de Dirección:
- La Mesa Directiva;
- La Junta de Coordinación Política (JUCOPO).

Órganos de Trabajo:
- Las Comisiones de Dictamen Legislativo;
- Las Comisiones Ordinarias.

Son órganos Técnicos y Administrativos, las áreas profesionales del Congreso del Estado a las que les corresponden tareas de apoyo al órgano de Gobierno, así como a los órganos de Trabajo, para el cumplimiento de sus atribuciones constitucionales y legales, siendo estos: 
I.     Dirección de Administración;
II.    Dirección de Contabilidad y Finanzas;
III.   Dirección de Procesos Parlamentarios; 
IV.  Dirección de Consultoría Legislativa;
V.   Las Unidades Auxiliares siguientes:
a). Unidad de Asuntos Jurídicos;
b). Unidad de Contraloría Interna; 
c). Unidad de Transparencia;
d). Unidad de Comunicación Social; y
e). Unidad de Igualdad de Género.

## Legislaturas
| Legislatura | Periodo   |
| ----------- | --------- |
| I           | 1953-1956 |
| II          | 1956-1959 |
| III         | 1959-1962 |
| IV          | 1962-1965 |
| V           | 1965-1968 |
| VI          | 1968-1971 |
| VII         | 1971-1974 |
| VIII        | 1974-1977 |
| IX          | 1977-1980 |

| Legislatura | Periodo   |
| ----------- | --------- |
| X           | 1980-1983 |
| XI          | 1983-1986 |
| XII         | 1986-1989 |
| XIII        | 1989-1992 |
| XIV         | 1992-1995 |
| XV          | 1995-1998 |
| XVI         | 1998-2001 |
| XVII        | 2001-2004 |
| XVIII       | 2004-2007 |

| Legislatura | Periodo   |
| ----------- | --------- |
| XIX         | 2007-2010 |
| XX          | 2010-2013 |
| XXI         | 2013-2016 |
| XXII        | 2016-2019 |
| XXIII       | 2019-2021 |
| XXIV        | 2021-2024 |
| XXV         | 2024-2027 |